# ウッドロウ・ウィルソン (原子力潜水艦)
|          |                                                  |
| 艦歴     |                                                  |
| 発注:    | 1961年2月9日                                     |
| 起工:    | 1961年9月13日                                    |
| 進水:    | 1963年2月22日                                    |
| 就役:    | 1963年12月27日                                   |
| 退役:    | 1994年9月1日                                     |
| その後:  | 原子力艦再利用プログラム                         |
| 除籍:    | 1994年9月1日                                     |
| 性能諸元 |                                                  |
| 排水量:  | 基準 7,325トン 満載 8,251トン                    |
| 全長:    | 129.6 m (425 ft)                                 |
| 全幅:    | 10 m (33 ft)                                     |
| 吃水:    | 9.6 m (31.4 ft)                                  |
| 機関:    | 原子力ギアード・タービン                         |
| 主機関:  | S5W原子炉                                        |
| 最大速:  | 水上 16 ノット 水中 21 ノット                    |
| 兵員:    | 各班士官14名、兵員126名                          |
| 兵装:    | 潜水艦発射弾道ミサイル16基 21インチ魚雷発射管4門 |

ウッドロウ・ウィルソン (USS Woodrow Wilson, SSBN-624) は、アメリカ海軍の原子力潜水艦。ラファイエット級原子力潜水艦の7番艦。艦名は第28代大統領ウッドロウ・ウィルソンにちなむ。

## 艦歴
ウッドロウ・ウィルソンの建造は1961年2月9日にカリフォルニア州ヴァレーオのメア・アイランド海軍造船所に発注され、1961年9月13日に起工した。1963年2月22日にエレノア・アクソン・サイアーによって命名、進水し、1963年12月27日にブルー班艦長クリオ・N・ミッチェル中佐およびゴールド班艦長ウォルター・N・ディーゼン中佐の指揮下就役する。
ウッドロウ・ウィルソンは1964年1月9日にメア・アイランド海軍造船所を出航し、サンディエゴに停泊した後パナマ運河経由で東海岸へ向かう。パナマ運河には1月19日に到着したが、猛烈な反米デモと暴動により非常に緊迫した事態となる。そのため閘門を戦闘態勢の船舶および兵士が警戒する中、7時間10分という記録的な短さでウッドロウ・ウィルソンは運河を通過した。
1964年2月5日にサウスカロライナ州チャールストンに到着したウッドロウ・ウィルソンは、3月に入ると東海岸で整調巡航を行ない、4月には整調後の信頼性試験を行った。修理と変更の後、5月末に任務に復帰し、6月に最初の戦略抑止哨戒を始める。ウッドロウ・ウィルソンは1968年の秋までスペインのロタおよびスコットランドのホーリー・ロッホを拠点とし大西洋で作戦活動に従事した。その後ニューポート・ニューズ造船所で13か月のオーバーホールおよびポラリスミサイルの運用改修が行われる。作業完了後チャールストンとパナマ運河経由で太平洋に移動し、1969年11月19日に真珠湾に到着した。
ウッドロウ・ウィルソンはグアムを拠点として太平洋西部で活動し、1972年までアプラ港から戦略抑止哨戒を行った。同年再び大西洋へ配備変更され、ニューポート・ニューズ造船所でオーバーホールおよびポセイドンミサイルの運用改修が行われた。チャールストンを母港としてウッドロウ・ウィルソンは大西洋艦隊と作戦活動に従事する。チャールストン海軍造船所での何度かのオーバーホールと、40回以上の哨戒の後、ウッドロウ・ウィルソンは1990年に SSN-624 （攻撃型原子力潜水艦）へ艦種変更される。1990年から1993年までウッドロウ・ウィルソンは何度かの特別哨戒任務を完了し、1993年に不活性化が行われた。1964年から1987年までの間に、ウッドロウ・ウィルソンは71回の戦略抑止哨戒を完了した。
ウッドロウ・ウィルソンは1994年9月1日に退役し、同日除籍された。その後ワシントン州ブレマートンで原子力艦再利用プログラムに従って1997年9月26日に解体が開始し、作業は1998年10月27日に完了した。

### エピソード
本艦のポセイドン・ミサイルの運用メンバーには、除隊後に看護師となって40人以上を殺害し、400人近く殺害した可能性があるヘルスケア・シリアルキラーのチャールズ・カレンがいた。
潜水艦の搭乗員である以上、2か月の間密閉された空間で過ごすのに必要な基礎訓練と厳格な心理検査に合格していたが、カレンはいじめに遭って精神に変調を来たした。ある時、カレンが制服ではなく外科用マスク、手袋と手術用ガウンを身に着けてミサイルの制御席に座っているのを将校が発見したことでカレンは懲戒処分を受けた。
その結果プレッシャーの少ない油槽船に転属され、本艦での職務を解任された。